# Marcin Pączkowski (Komponist)
Marcin Pączkowski (* 1983 in Krakau) ist ein polnischer Komponist und Dirigent.
Pączkowski studierte an der Musikakademie Krakau Komposition bei Wojciech Widłak und Dirigieren bei Rafał Delekta. Er setzte seine Ausbildung an der University of Washington in Seattle in den Fächern Komposition und Computermusik bei Juan Pampin und Richard Karpen fort und erwarb am Center for Digital Arts And Experimental Media der Universität den Grad einer Doctor of Philosophy.
Sein besonderes Interesse gilt dem Einsatz von Computermedien in der Improvisationsmusik; er wirkte auch an interaktiven und multimedialen Projekten mit. Als Dirigent widmet er sich besonders der Aufführung neuer Musik. Er ist Dirigent und Leiter des Ensembles für neue Musik Inverted Space in Seattle, musikalischer Leiter des Evergreen Community Orchestra in Everett sowie des Kammerensembles für  zeitgenössische Vokalmusik Pogratulujny Mrówkom in Krakau.
Pączkowskis eigene Werke wurden bei Komponistenworkshops und Konzerten in Polen und den USA aufgeführt. 2006–07 war er Stipendiat der polnischen Stiftung Sapere Auso. Beim polnischen Adam-Didur-Komponistenwettbewerb 2010 erhielt er den Zweiten Preis.

## Werke
- String Quartet No. 0.8 (2008)
- Space für Kammerchor a cappella (2008)
- Back to life für Altsaxophon und Liveelektronik (2010)
- Still, early für vier Hörne und Liveelektronik (2011)
- Study 2012 (2012)
- Restrained meters für einen Tänzer und elektronische Medien (2013)
- Electronic Study No. 1 (2014)
- …where odd things are kept (2014)
- Deep Decline (2015)

## Weblink
- Homepage von Marcin Pączkowski